# Mancha Alta de Toledo

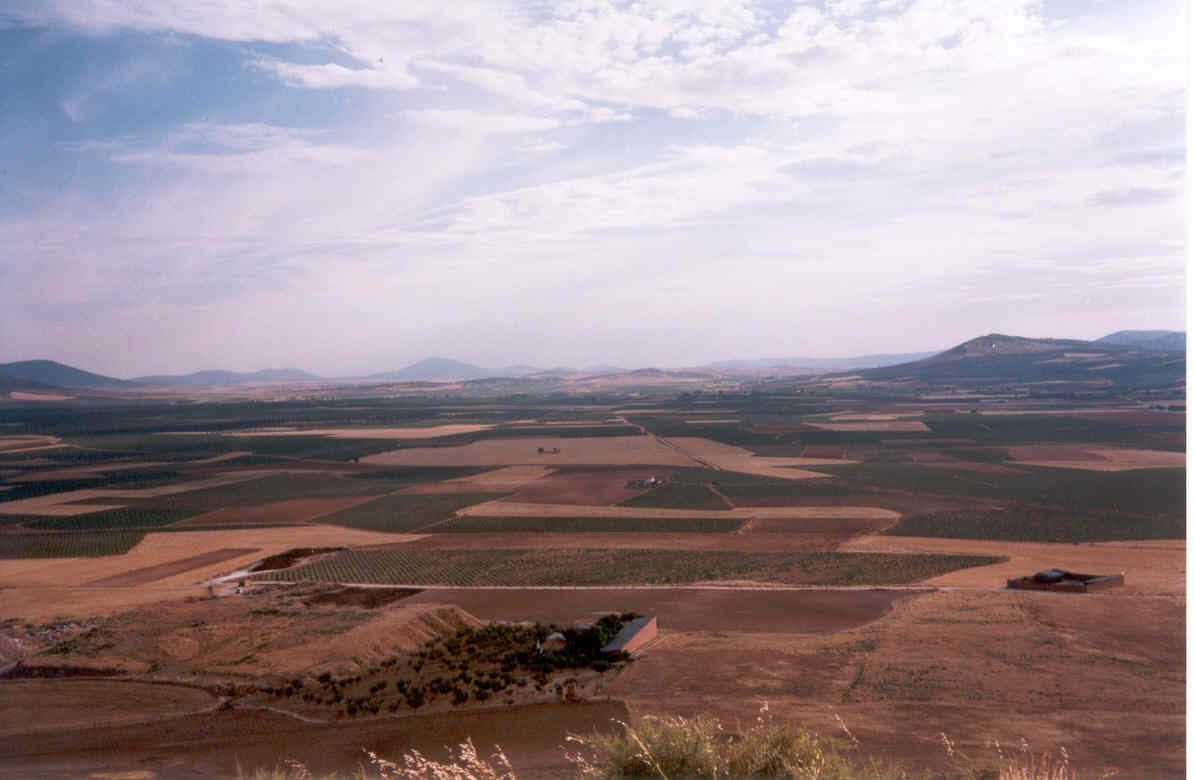
Panorámica de la Mancha Alta de Toledo (Consuegra).

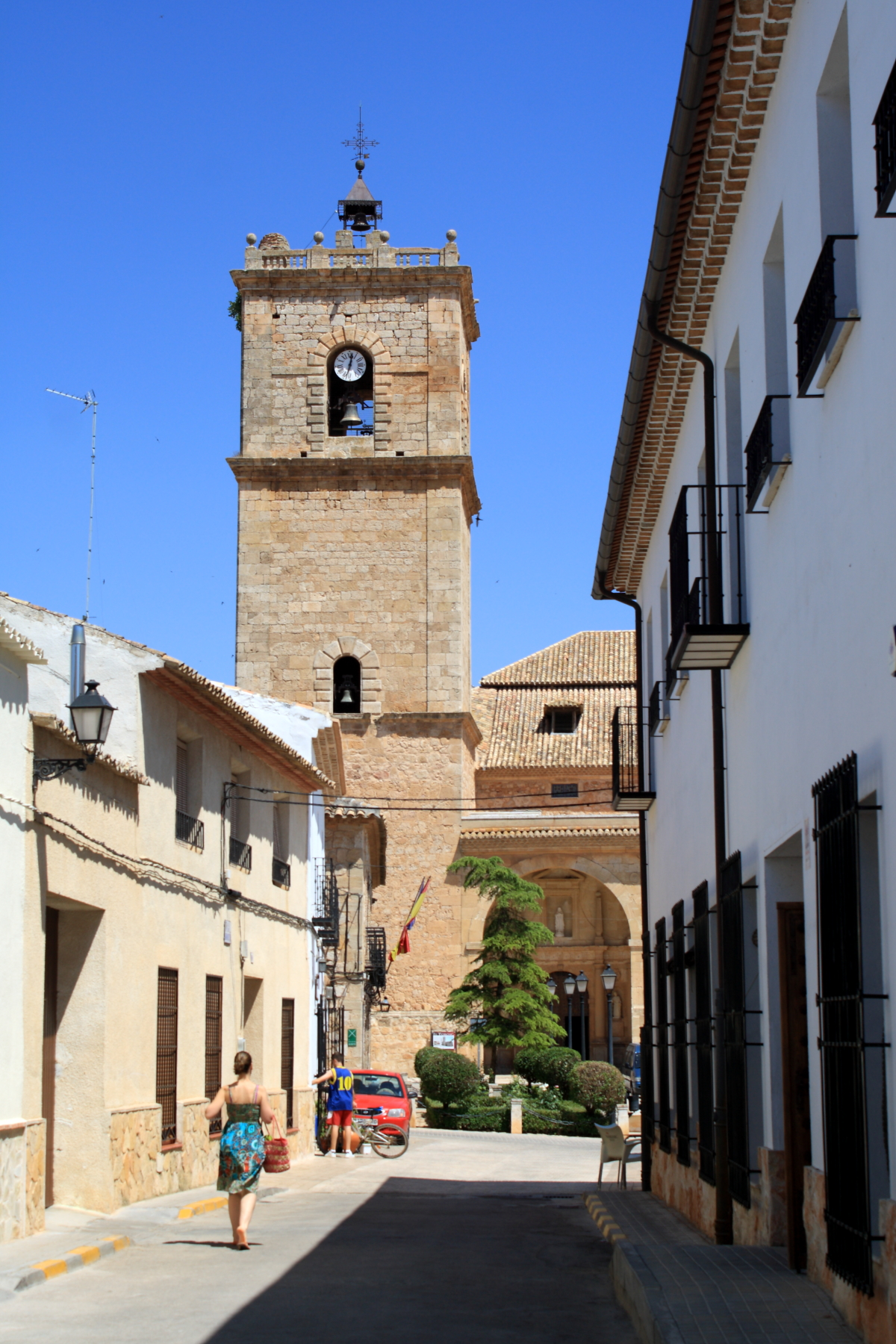
Conjunto monumental de El Toboso, ampliamente conocido por la novela Don Quijote de la Mancha.

La Mancha Alta de Toledo es una comarca provincial de Toledo, integrada a su vez, como subcomarca, en la Mancha Alta. Sus límites comprende: por el norte, la Mesa de Ocaña; por el sur, La Mancha de Ciudad Real; por el oeste, la comarca de los Montes de Toledo; por el este, la comarca de La Mancha de Cuenca. Esta comarca provincial, salvo los municipios de El Toboso, Miguel Esteban, y Quintanar de la Orden, no estaba integrada en la antigua provincia de La Mancha histórica. 
Se trata de la comarca más grande en extensión de la provincia de Toledo, y se sitúa en segundo puesto de población por detrás de La Sagra. 
En ella se encuentran seis de los veinte municipios más poblados de la provincia de Toledo; Quintanar, Madridejos, Consuegra, Mora de Toledo, Villacañas y Corral de Almaguer. A su vez, se encuentran algunos municipios con los términos municipales más grandes de la provincia, como Corral de Almaguer o Consuegra.
Según el INE (padrón 2007), comprende en total, 98.244 hab., igual a una densidad media de 32,09 hab/km².

## División territorial histórica
Comprende una extensión de 3.061,83 km², y se distribuía entre los Prioratos de las Órdenes Religiosas de Santiago y San Juan, principalmente, más otras de realengo. Son los municipios de: 
Priorato de San Juan:
Camuñas (102,03 km²), Consuegra (358,49 km²), El Romeral (78,92 km²), Madridejos (262,01 km²), Quero (104,22 km²), Tembleque (223,07 km²), Turleque (100,85 km²), Villacañas (268,51 km²), Villafranca de los Caballeros (106,59 km²).
Priorato de Santiago:
Corral de Almaguer (328,7 km²), Miguel Esteban (93,00 km²), Mora (168,57 km²), La Puebla de Almoradiel (106,13 km²), Quintanar de la Orden (87,87 km²), El Toboso (144,19 km²), La Villa de Don Fadrique (83,15 km²), Villanueva de Alcardete (147,26 km²) y Villatobas (181,00 km²).
Otras:
Villanueva de Bogas (57,44 km²) (Lugar donado por Alfonso VIII de Castilla a D. Gonzalo de Mesa)
Cabezamesada (59,83 km²) (Villa de realengo otorgada por los Reyes Católicos)

## Municipios
| Municipio                     | Población | Superficie | Densidad |
| ----------------------------- | --------- | ---------- | -------- |
| Quintanar de la Orden         | 12.736    | 87,87      | 145,94   |
| Madridejos                    | 11.404    | 262,01     | 43,53    |
| Consuegra                     | 10.932    | 358,49     | 30,49    |
| Villacañas                    | 10.645    | 268,51     | 39,64    |
| Mora                          | 10.554    | 168,57     | 62,61    |
| Corral de Almaguer            | 6.257     | 328,70     | 19,04    |
| La Puebla de Almoradiel       | 6.122     | 106,13     | 57,68    |
| Miguel Esteban                | 5.754     | 93,00      | 61,87    |
| Villafranca de los Caballeros | 5.561     | 106,59     | 52,17    |
| La Villa de Don Fadrique      | 4.206     | 83,15      | 50,58    |
| Villanueva de Alcardete       | 3.783     | 147,26     | 25,69    |
| Villatobas                    | 2.707     | 181,00     | 14,96    |
| Tembleque                     | 2.376     | 223,07     | 10,65    |
| El Toboso                     | 2.219     | 144,19     | 15,39    |
| Camuñas                       | 1.948     | 102,03     | 19,09    |
| Quero                         | 1.313     | 104,22     | 12,6     |
| Turleque                      | 942       | 100,85     | 9,34     |
| El Romeral                    | 789       | 78,92      | 10       |
| Villanueva de Bogas           | 780       | 57,44      | 13,58    |
| Cabezamesada                  | 494       | 59,83      | 8,26     |

## Historiografía
La Mancha Alta de Toledo significó un campo de reticencias y disputas entre los dominios del maestrazgo de la Orden de San Juan y de la Orden de Santiago. Aproximadamente, el sector occidental hasta el meridiano de Villacañas-Lillo, era perteneciente a la primera de ellas, con capitalidad en Consuegra. El sector oriental era de la Orden de Santiago, desde la Villa de Don Fadrique, (cuyo infante de Castilla, hermano bastardo de Pedro I, llegó a ser Gran Maestre de la referida Orden); la capitalidad se fijó en Quintanar de la Orden, que llegó a denominarse en 1353, "Común de la Mancha", cabeza de Gobernación y Justicia Mayor.

## Folclore
Dentro del folclore de la zona, cabe destacar los paloteos y otras danzas que se realizan, generalmente, acompañadas de dulzaina castellana  y de caja. Algunos ejemplos, que aún se conservan, son:
- Paloteos y otras danzas de Villacañas
- Paloteos y otras danzas de Villanueva de Alcardete
- El cordón y otras danzas de Cabezamesada
- Otras danzas como la del "Baile del cordón" de Villatobas, ya no se realizan.

Fuente- Foro Tolétho: La dulzaina castellana en tierras de Toledo